# Desaparición de Beverly Potts
Beverly Potts (Cleveland, Ohio; 15 de abril de 1941) era una niña estadounidense de diez años que desapareció el 24 de agosto de 1951, cuando regresaba a casa tras asistir a una fiesta vecinal celebrada en un parque situado a menos de 400 metros de su casa de Cleveland (Ohio). A pesar de la intensa publicidad y de los repetidos y exhaustivos esfuerzos por localizarla, tanto en el momento de su desaparición como en las décadas siguientes, nunca se ha encontrado rastro alguno de Potts ni pistas definitivas sobre las circunstancias que rodearon su desaparición. Aunque no se ha identificado a ningún sospechoso definitivo, se sospecha firmemente que se trató de un crimen.
La desaparición de Beverly Potts supuso la mayor búsqueda para localizar a una persona desaparecida en la historia de Cleveland. El caso en sí está considerado como uno de los casos más famosos de personas desaparecidas y casos sin resolver del estado, siendo descrito por un autor como "uno de los misterios más inquietantes y desgarradores" de la ciudad.

## Trasfondo
Beverly Potts era la menor de las dos hijas fruto del matrimonio entre Robert y Elizabeth (de soltera, Treuer) Potts. La familia vivía en una casa modesta en un barrio de clase media de Cleveland, que su padre había comprado en 1927. Su padre trabajaba largas e irregulares horas como tramoyista en el Teatro Allen del centro de la ciudad, mientras que su madre era ama de casa. Su hermana mayor, Anita, entonces de 22 años, trabajaba como empleada en la National Cash Register Company. El padre de Potts era de ascendencia inglesa, irlandesa y escocesa, mientras que su madre era de ascendencia húngara.

### Personalidad

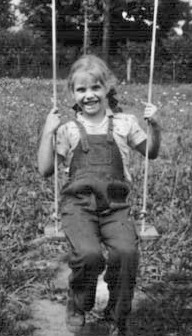
La pequeña Potts, c. 1946.

Potts era una niña tranquila, responsable y obediente, muy unida a sus padres y a su única hermana, y a la que le gustaba la música y bailar. Era alta para su edad y su madre la apodaba cariñosamente "Rosebud". Según algunos testimonios, en 1951 aparentaba uno o dos años más de los diez que tenía, aunque todavía le gustaba jugar con juguetes de la infancia, como las muñecas. Asistía a la escuela primaria Louis Agassiz, donde se la consideraba una estudiante atenta y popular que solía sacar calificaciones de notable.
Aunque por lo general era tímida pero simpática, la mejor amiga de Potts, Patricia "Patsy" Swing, de 11 años, comentaba que se resistía a recibir bromas prolongadas o crueles y que en ocasiones podía perder los nervios. Sin embargo, muchos de los que la conocían la describían como tímida y taciturna cuando estaba en compañía de personas que no conocía, sobre todo adolescentes o adultos ajenos a su familia. Este recelo se extendía a los familiares varones de sus amigas íntimas, incluido el propio padre de Swing.
Poco después de su décimo cumpleaños, en abril de 1951, Potts empezó a pedirle a su madre que le permitiera cambiar su peinado, de las largas coletas rubias que solía llevar desde su primera infancia a un peinado de moda, corto con flequillo, muy popular entre las niñas de la época. Aunque su madre se negó en un principio, cedió en junio de 1951 y permitió que su hija se cortara el pelo. Elizabeth conservó las coletas y las cintas de su hija en papel crepé.
Durante toda su infancia, los padres de Potts insistieron en que la niña respetara siempre un estricto toque de queda, y la castigaban si no regresaba a casa a la hora acordada con sus padres. Un día de mediados de agosto de 1951, Potts y una prima, Amber Lathan, llegaron a casa un poco más tarde de lo acordado. En respuesta, la madre de Potts prohibió a su hija asistir a un espectáculo anual que se celebraría en el cercano Halloran Park el 24 de agosto. Sin embargo, dado que uno de los mayores intereses de su hija eran las artes escénicas y que Potts estaba entusiasmada con la idea de ver la representación, su madre accedió a que asistiera a este espectáculo la tarde en cuestión a cambio de la promesa de que regresaría inmediatamente a casa.

## El día de la desaparición: 24 de agosto de 1951

### El eventoShowagon
La tarde del 24 de agosto, Potts cenó con su familia y luego ayudó a su madre a fregar los platos, por lo que la niña cobró cinco centavos. De común acuerdo, ella y su mejor amiga y vecina, Patricia Swing, se dirigieron a continuación al Halloran Park de West Cleveland para asistir al espectáculo infantil anual de verano patrocinado por la ciudad, cuyo comienzo estaba programado para las ocho. Este lugar se encontraba a menos de 400 metros de la casa de Potts, en Linnet Avenue y a unos tres minutos a pie de su domicilio. Las dos fueron juntas al parque en bicicleta y salieron de la casa de Potts sobre las 18:55 horas. Potts iba vestida con un jersey de cuello alto de color rosa rojizo, vaqueros azules, una chaqueta azul marino y zapatos Kerrybrooke marrones.
El espectáculo en cuestión en Halloran Park en esa fecha era el Showagon; un evento anual tipo jamboree patrocinado conjuntamente por el Departamento de Recreación de la Ciudad y la Prensa de Cleveland predominantemente mostrando los talentos de los jóvenes locales con actos que incluyen cantantes, grupos de baile, magos aficionados y acrobacias que actuaron sobre un largo camión de plataforma convertido en escenario. Se cree que Potts y Swing llegaron al parque aproximadamente a las 18:58 horas.

### Halloran Park
Halloran Park era el único gran parque infantil cercano a la casa de Potts. El parque se había abierto al público en 1945 y era un lugar de recreo popular entre los niños de la zona, las parejas jóvenes y las familias. Acudir al parque sin supervisión a última hora de la tarde era algo poco frecuente para los niños del vecindario, ya que los lugareños generalmente consideraban que el parque no era seguro cuando oscurecía, pues los grandes árboles oscurecían las farolas circundantes y, por tanto, la visibilidad era limitada. El parque también era frecuentado por la población local de vagabundos. Según Swing, más allá de intercambiar breves saludos con dos niñas de trece años a las que ambas conocían en Halloran Park, ninguna de los dos conversó con ningún individuo durante el tiempo que pasaron juntas allí, aunque el gran tamaño de la multitud hizo que desplazarse en bicicleta resultara incómodo para ambas. A las 20:10 horas, decidiendo que sería más fácil maniobrar a pie entre la multitud cada vez más numerosa, las dos regresaron a sus casas para dejar sus bicicletas, llegando de vuelta al parque en algún momento antes de las 20:30 horas, apenas veinte minutos después.
Aproximadamente a las 20:45 horas, Swing, que había prometido a sus padres estar en casa antes de que oscureciera, se volvió hacia su amiga y le sugirió que volvieran a casa "antes del anochecer"; Potts, entusiasmada por las actuaciones, se negó, diciendo que le habían dado permiso para quedarse durante todo el espectáculo, que no estaba previsto que terminara hasta después de las nueve de la noche. Swing abandonó el parque y regresó a su casa, donde llegó aproximadamente a las 20:50. Más tarde informó a los investigadores de que había visto a Potts por última vez entre la multitud, observando ávidamente una actuación de baile en el escenario.

## Últimos avistamientos

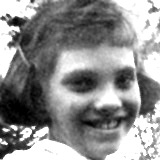
Potts, fotografiada en Hudson (Ohio) el 19 de agosto de 1951, cinco días antes de su desaparición.

A las 21:30 horas, el espectáculo había terminado y las aproximadamente 1 500 personas que se encontraban en el parque habían comenzado a regresar a sus casas. En ese momento, un chico de 13 años llamado Fred Krause vio a una niña que creía que era Potts caminando en diagonal por el parque en dirección noreste, a unos 150 metros de la esquina de Linnet Avenue y West 117th Street. Esta habría sido la ruta más rápida que Potts habría tomado para llegar a su casa, que entonces estaría a sólo dos o tres minutos a pie del parque. La chica caminaba por la hierba justo a la derecha del paseo mientras Krause pasaba en bicicleta. Krause vivía en la misma calle que Potts y conocía razonablemente bien a la niña porque llevaba el Cleveland Press a su casa en su ruta de reparto de periódicos. 
Aunque su visibilidad era limitada debido a la oscuridad y al hecho de que la avenida Linnet sólo tenía cuatro farolas, parcialmente ocultas por los arces y castaños que bordeaban la calle en primavera y verano, Krause reconoció a Potts por su peculiar forma de caminar con los dedos de los pies apuntando hacia fuera, una característica que él y otros niños del vecindario habían denominado "como un pato". Krause se limitó a hacer sonar el timbre al pasar a toda velocidad junto a la niña. Otros testigos informaron a los investigadores de que habían visto a una niña parecida a Potts caminando cerca de un Dodge cupé negro de 1937 o 1938, parado, "maltrecho" y pintado de forma rudimentaria, con un "silenciador humeante y ruidoso" y guardabarros recién reparados, en West 117th Street, aparentemente hablando con dos jóvenes que se encontraban en el interior del vehículo. Estos diversos testigos oculares situaron este encuentro entre las 20:30 y las 21:30 horas, aunque ninguna de estas personas había visto a la niña entrar en el coche.
Uno de los últimos posibles avistamientos de Potts se produjo aproximadamente a las 21:45, cerca de la intersección de West 110th Street y Baltic Avenue. Este avistamiento fue notificado por una mujer no identificada que informó a los investigadores de que había observado un cupé de 1948 de color oscuro, conducido por un hombre que, según sus cálculos, tendría unos cuarenta años, que circulaba a toda velocidad hacia el norte por Baltic Avenue con una niña obviamente angustiada en el asiento trasero con las manos atadas a la espalda, agitándose y gritando repetidamente "¡Quiero salir!".

## Desaparición
Cuando Potts no había regresado a casa a las 10 de la noche, su familia telefoneó al domicilio de los Swing, donde les informaron de que su hija había regresado sola a casa casi una hora antes y que Potts se había quedado sola en el parque. Su padre y su hermana empezaron inmediatamente a buscar en la zona; comenzaron por volver sobre los alrededores de la ruta que Beverly había seguido hasta Halloran Park, y luego una búsqueda en el propio parque. A continuación, la búsqueda familiar se amplió para abarcar las calles cercanas y los lugares en los que podría haber estado la niña antes de que los Potts regresaran a casa. Su hermana telefoneó infructuosamente a las casas de las amigas de su hermana antes de que la familia visitara las casas cercanas de otras amigas íntimas que no tenían teléfono. En cada ocasión, se enteraron de que su hija no estaba en ninguna de esas residencias.
Aproximadamente una hora más tarde, a las 22:57, al no encontrar rastro de su hija y hermana, la angustiada familia se puso en contacto con la policía para denunciar la desaparición de Beverly. Los primeros agentes en llegar al domicilio de los Potts lo harían poco después de medianoche. Una inspección rutinaria de la vivienda reveló que la niña no estaba escondida en el domicilio, que su bicicleta seguía en el garaje familiar y que no se había llevado más ropa que la que llevaba al salir de casa. Además, su hucha aún contenía todos sus ahorros, incluidos los cinco céntimos que había ganado pocas horas antes.

### Investigación
Inmediatamente, la policía puso en marcha una intensa campaña para localizar a Potts; sus esfuerzos comenzaron por registrar los alrededores e interrogar a amigos, conocidos y personas que se sabía que habían estado en Halloran Park. Al amanecer del 25 de agosto, se puso en marcha una persecución a gran escala por todo el estado para localizarla, y durante las semanas siguientes se detuvo e interrogó a numerosos sospechosos. Las personas que asumieron la dirección general de la investigación fueron el detective jefe James McArthur -nombrado jefe de la investigación la mañana del 25 de agosto- y, más tarde, el agente David Kerr. McArthur asignó a 45 agentes a tiempo completo a la búsqueda de la niña. Sus búsquedas físicas se vieron reforzadas por numerosos policías auxiliares y voluntarios civiles.
Los miembros de la familia de Potts pronto fueron descartados como sospechosos, ya que los investigadores determinaron rápidamente que su vida familiar había sido estable y, según todos los indicios, feliz, y que no parecía haber ninguna razón para que se hubiera escapado. Además, los tres aceptaron someterse a las pruebas del polígrafo, que superaron. Los investigadores también supieron por la madre de Potts que, el 24 de agosto, su hija esperaba con impaciencia una excursión familiar a Euclid Beach Park, que la familia había programado para la mañana siguiente a su desaparición.
Con la ayuda de más de mil voluntarios, la policía puso en marcha una búsqueda a gran escala. La búsqueda incluyó el sondeo puerta a puerta de los barrios cercanos, el rastreo de coches sospechosos, la búsqueda en terrenos baldíos, alcantarillas y descampados cercanos, y el uso de dos aviones de la Patrulla Aérea Civil para inspeccionar vagones de tren abiertos y otras posibles zonas de interés tan alejadas como el parque Edgewater y las reservas junto al río Rocky. También se rastrearon arroyos y piscinas, los buceadores buscaron en el lago Erie y se animó a los ciudadanos que se encontraban fuera del radio de búsqueda designado a que buscaran en terrenos baldíos y edificios vacíos.Todas estas vías de investigación no dieron resultados.
Un patrullero de la policía de Cleveland que se encontraba fuera de servicio en Halloran Park, George Vorell, informó a la policía de que había observado a dos jóvenes de entre diecisiete y veinte años mirando abiertamente con lascivia a chicas jóvenes que estaban viendo las actuaciones del Showagon.
Estos dos individuos se habían alejado del escenario y desaparecido de la vista de Vorell poco antes de que terminaran las actuaciones. Otra persona que denunció un comportamiento lascivo en el parque fue una compañera de clase de Potts, Patricia Nagg, que informó a la policía de que un joven había movido las caderas hacia delante y hacia atrás simulando un coito mientras la miraba fijamente. Nunca se localizó a estas tres personas.
El 29 de agosto, el Cleveland News informó que la policía había detenido a un firme sospechoso en el caso: William Slates. Era un exmilitar desempleado de 25 años que vivía con su madre viuda en West 116th Street. En 1949 había sido detenido por insinuarse sexualmente a una niña de ocho años en un cine local. Como tal, era conocido tanto por la policía como por los lugareños por su malsano interés por las menores de edad.
El nombre de Slates fue facilitado a las autoridades por un vecino que informó de que había cerrado bruscamente su casa con tablas al día siguiente de la desaparición de Potts y se había marchado del vecindario, habiendo tomado prestado primero el coche de un amigo. En un registro policial de su casa se encontró una pistola del calibre 25 cargada en un cajón de la cómoda. Rápidamente se le localizó en un hotel de Columbus y regresó a Cleveland. Aunque dos amigos de Slates dieron versiones contradictorias de sus movimientos la noche de la desaparición de Potts y la prueba del polígrafo indicó engaño cuando Slates fue interrogado sobre la niña, fue puesto en libertad cuando su novia de 17 años proporcionó una coartada en la que afirmaba que Slates había estado "besándose" con ella en un coche en Edgewater Park la noche en cuestión.

### Cobertura mediática

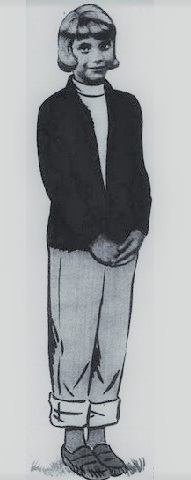
Dibujo policial de Potts, con la ropa que llevaba en el momento de su desaparición: jersey de cuello alto de color rosa rojizo, vaqueros azules, una chaqueta azul marino y zapatos Kerrybrooke marrones.

El interés de los medios de comunicación por la desaparición de la niña fue intenso. Las tres cadenas de televisión estatales y todos las editoriales dedicaron una intensa publicidad a la desaparición de Potts y al calvario que estaba viviendo su familia, que concedió varias entrevistas en las que manifestó su convencimiento de que su hija había sido secuestrada y estaba retenida contra su voluntad, subrayando en una de ellas: "Alguien la retiene. Beverly es demasiado tímida para acompañarle voluntariamente; era tan tímida que nada podría haberla seducido para ir con alguien... se le había advertido seriamente sobre hablar con personas extrañas".
La mayoría de los noticiarios y artículos de prensa iban acompañados de imágenes de Potts, una descripción de la niña y su ropa, las circunstancias que rodearon su desaparición, información actualizada sobre la investigación y, el martes siguiente a su desaparición, un boceto de la niña con la ropa que llevaba la noche de su desaparición. Todos los medios de comunicación y la documentación iban acompañados de llamamientos públicos para recabar información, y los investigadores informaban periódicamente de los avances de la investigación.
La semana siguiente a la desaparición de Potts, numerosos sospechosos potenciales habían sido eliminados de la investigación. El FBI también había distribuido 22 000 circulares por todo el país, y el sindicato de su padre, AFL-Stagehands, había ofrecido una recompensa de 1 500 dólares (equivalente a 16 912 dólares en 2022) por cualquier información que condujera al paradero de su hija y a la identidad de su secuestrador o secuestradores.
A raíz de los llamamientos de la policía y los medios de comunicación, los investigadores asignados al caso recibieron varios miles de pistas telefónicas, algunas de ellas bulos evidentes, con otra parte consideradas dignas de investigación. Se investigaron todas las pistas creíbles, pero una a una acabaron en un callejón sin salida, fracasando en los intentos de arrojar luz sobre el paradero o el destino de la niña.

## Teorías
En los días siguientes a la desaparición de Potts, los investigadores barajaron dos hipótesis como las más probables para explicar la ausencia de la niña: secuestro con opción de rescate o víctima de una agresión sexual. Todo el correo dirigido a la casa de Potts era interceptado y examinado en busca de peticiones de rescate o bulos de mal gusto antes de que un detective llevara el correo a la casa; sin embargo, no se recibió ninguna nota de rescate en los días o semanas siguientes a la desaparición de Potts. Por ello, pronto se descartó la posibilidad de que hubiera sido secuestrada para pedir un rescate. Los investigadores sospechaban que el motivo real del secuestro era sexual, que el autor o autores eran probablemente personas de la zona conocidas -al menos de vista- por Potts, y que era casi seguro que había sido obligada a subir a un coche o atraída a una casa cercana a Halloran Park.
Tres meses antes de la desaparición de Potts, en mayo de 1951, una niña de Lakewood (Ohio) de cinco años llamada Gail Ann Michel había sido secuestrada en unos grandes almacenes locales. La niña fue encontrada abandonada, pero ilesa, dieciocho horas más tarde. Ese mismo mes, otras dos menores de edad habían sido agredidas sexualmente en Halloran Park, y apenas unas semanas antes de la desaparición de Potts, tres mujeres de la localidad habían sido agredidas sexualmente en lugares cercanos a su casa. El 26 de agosto, todos los delincuentes sexuales conocidos -con o sin predilección por los niños- que residían en la zona oeste de Cleveland también fueron interrogados sobre su paradero en la fecha de la desaparición de Potts; 65 individuos fueron eliminados de la investigación.
Potts era conocida por su marcada timidez, especialmente con los hombres. También era cautelosa con los extraños, fueran hombres o mujeres. Muchos investigadores de alto nivel sostuvieron la teoría de que era probable que alguien conocido hubiera atraído a la niña a una casa cercana o a un coche de camino a casa, tal vez con la promesa de un trabajo de canguro o con la petición de que hiciera un recado, y que el secuestro en sí se produjo probablemente en un momento de oportunismo. El inspector James McArthur consideró especialmente probable esta teoría y declaró a los periodistas el 29 de agosto: "[Potts] vivía en un hogar feliz y no tenía ningún deseo de huir. Creo que se la llevó en un automóvil una persona o personas a las que conocía lo suficiente como para hablar con ellas". Todas las pruebas de este caso, todos los informes y todas las conversaciones llevan a la conclusión de que Beverly no habría ido a ninguna parte con un desconocido".

### Posible fallo en la investigación
Una de las teorías que se barajaron durante los meses y, sobre todo, los años siguientes a la desaparición de Potts era que la niña había sido asesinada por un vecino y su cuerpo enterrado en el interior o en los terrenos de una de las propiedades situadas en Linnet Avenue o en sus inmediaciones por las que había pasado la niña cuando regresaba a casa desde Halloran Park. El hecho de que los registros casa por casa de todas las viviendas situadas en la calle donde vivía Potts o cerca de ella no se llevaran a cabo hasta el 14 de septiembre -y sólo en los casos en que los propietarios dieron su consentimiento a la policía- ha sido considerado por investigadores más recientes como un fallo importante de la investigación original, que había considerado poco ortodoxa tal invasión de la intimidad de los propietarios sin pruebas concluyentes ni sospechas fundadas.

## Declaración de la familia
Una semana después de la desaparición de su hija y hermana, la familia Potts hizo un llamamiento público a su(s) secuestrador(es), declarando que aceptaban la probabilidad de que Beverly ya no estuviera viva y suplicando la devolución de su cuerpo para que pudiera recibir un entierro cristiano decente, declarando: "Finalmente nos hemos dado cuenta de que nunca volveremos a ver a nuestra Beverly con vida. Instamos a quienquiera que haya hecho algo tan terrible a que nos escriba o nos llame por teléfono, o a la policía, para localizar el cuerpo de Beverly y poder reclamarla y darle un entierro cristiano decente".

## Investigaciones

### Década de 1950
El 4 de septiembre de 1951, un trabajador de almacén llamado Henry Palmer observó una forma humana envuelta en tela que medía aproximadamente un metro y medio (la altura aproximada de Potts) flotando en la corriente del río Cuyahoga, detrás del edificio donde trabajaba. Palmer observó lo que creía que eran manos y pies humanos que sobresalían de los bordes del bulto; observaciones que fueron corroboradas por Ada Skrovan, que también observó un bulto envuelto de forma similar -que, según ella, estaba atado con una cuerda- en las inmediaciones. Ambas personas informaron por separado a la policía de sus avistamientos. Aunque se rastrilló el lecho del río, nunca se localizó el bulto avistado por ambos.
A mediados de septiembre, la atención de la prensa a la desaparición de Potts comenzó a disminuir, aunque se siguió dando publicidad a todos los avances del caso. El número de agentes asignados a tiempo completo a su búsqueda empezó a disminuir gradualmente en 1952. No obstante, el caso siguió activo y los investigadores continuaron decididos a localizar a la niña o su cadáver. Al año siguiente, el inspector McArthur señaló públicamente que prácticamente no había esperanzas de localizar a la niña con vida, aunque siguió buscándola hasta su jubilación en 1957.
En abril de 1952, el sistema de fichas policiales implantado para cotejar la información relativa a la desaparición de Potts se había ampliado hasta contener 2 800 entradas relacionadas con posibles avistamientos públicos, sospechosos y pistas. Más de 1 200 de estos registros detallaban posibles sospechosos, algunos de los cuales residían en estados tan lejanos como Washington. Todos habían sido interrogados y eliminados. También se habían localizado más de 500 vehículos avistados en las proximidades del secuestro de Potts o vinculados a posibles sospechosos, y se había verificado la coartada de sus propietarios.
En 1954, la policía detuvo a un hombre de mediana edad, una mujer de 20 años y un hombre de 24, acusados de vender fotografías pornográficas. Una de las personas que aparecía en las imágenes incautadas era una niña prepúber muy parecida a Potts. Aunque los individuos insistieron en que la niña no era Potts, sus padres creyeron inicialmente lo contrario, antes de cambiar de opinión.

### Década de 1970 y posteriores
A principios de 1973 se recibió una denuncia anónima de una mujer anónima de Chardon (Ohio) que afirmaba haber conocido a Potts de niña. Esta persona dijo que el cuerpo de su amiga estaba enterrado en el "pozo de grasa" de un antiguo taller de reparación de automóviles, lo que llevó a que en abril de 1973 se registrara lo que había sido el pozo de inspección de un taller de carrocería de West 52nd Street; sin embargo, este registro dio negativo.
En 1980, dos detectives retirados de la policía de Cleveland, James Fuerst y Robert Shankland, revelaron que en 1974 habían recibido un soplo de un abogado local con un cliente cuyo hermano supuestamente había confesado haber secuestrado a Potts. Posteriormente, los detectives encontraron e interrogaron al hermano, quien, según dijeron, había admitido de buena gana haber vivido cerca de Halloran Park en 1951 y tener la costumbre de recoger y abusar de chicas jóvenes allí. El hombre no recordaba haber raptado a Potts en particular, pero dijo que tenía "flashes" de recuerdos relacionados con una chica llamada Beverly. Fuerst y Shankland estaban convencidos de que el hombre era culpable, pero la fiscalía del condado se negó a seguir adelante con el caso, alegando falta de pruebas.
En febrero de 1994, una pareja que renovaba una casa en Midvale Avenue, descubrió varios trozos de papel de cuaderno amarillento junto a la camisa de un hombre bajo la vieja moqueta de la escalera. La autora de esta nota, Anna Haynik, registró en detalle lo que ella insistía eran los "verdaderos hechos" que rodean el secuestro y asesinato de Beverly Potts, que ella insistía había sido cometido por su marido, Steve (de 40 años en el momento del crimen). Haynik afirmó además que su marido era el lechero de los Potts.
Según la autora, su marido había violado anteriormente a la madre de Potts y, por tanto, era probablemente el padre biológico de Beverly; la propia Potts había muerto de una sobredosis accidental de drogas antes de que su marido desmembrara el cuerpo de la niña. En la nota se afirmaba además que Haynik había sorprendido a su marido incinerando sus restos en el horno del sótano.
Tras ser localizada e interrogada por la policía, Haynik (que entonces tenía 83 años) admitió haber escrito y ocultado las notas, pero insistió en que todas las acusaciones eran falsas; había escrito y ocultado la carta en 1953 únicamente como una fantasía de venganza contra su maltratador marido. Además, a la muerte de éste, en 1981, se había olvidado por completo del documento.
A partir de julio de 2000, se enviaron una serie de cartas manuscritas a la redacción del Cleveland Plain Dealer, supuestamente de un anciano que afirmaba que, como estaba enfermo terminal y "en el ocaso de [su] vida", deseaba confesar que había abusado sexualmente de Potts y la había asesinado antes de morir.
Según el autor, el asesinato de Potts no fue planeado, ya que "sólo quería acariciar [sexualmente]" a la niña cuando la atrajo a su vehículo, aunque cuando Potts empezó a gritar, la golpeó hasta dejarla inconsciente antes de proceder a acariciarla sexualmente. Al darse cuenta de que los golpes que le había propinado habían sido mortales, arrojó el cuerpo de la niña al río Cuyahoga, desde donde, según especuló el autor, el cuerpo llegó a la deriva hasta el lago Erie.
Los investigadores pusieron seriamente en duda la autenticidad de estas afirmaciones; este escepticismo aumentó cuando varias frases y afirmaciones contenidas en cartas sucesivas habían sido evidentemente copiadas de cartas de engaño anteriores y de afirmaciones falsas hechas por sospechosos anteriores, lo que llevó a especular con la posibilidad de que el autor fuera un agente de policía retirado. 
El autor anónimo se comprometió a entregarse en el quincuagésimo aniversario de la desaparición de Potts, pero poco antes escribió diciendo que tenía que ingresar en una residencia de ancianos y que no podría cumplir su promesa ni revelar su identidad. Tras una exhaustiva investigación, no se encontró ninguna pista sobre la identidad del autor y los investigadores creen que las cartas eran un engaño de mal gusto. También se consideraron engañosas otras cartas enviadas por otra persona y recibidas por la policía de Cleveland en julio de 2002.

## Sospechosos

### William Ross Slates
Slates era un exmilitar de 25 años que vivía con su madre viuda en West 116th Street, cerca de Halloran Park, desde 1950. Ya había sido detenido en marzo de 1949 por insinuarse sexualmente a una niña de ocho años en un cine local, lo que le valió un año de libertad condicional y la baja deshonrosa de las fuerzas armadas.
Se sabe que Slates tomó prestado fraudulentamente el coche de un amigo al día siguiente de la desaparición de Potts y abandonó abruptamente el barrio. Gracias al rastreo policial de las llamadas telefónicas realizadas a casa de su novia de 17 años, se le localizó rápidamente en un hotel de Columbus y regresó a Cleveland. Dos amigos de Slates, Dale Smallwood y Fraser Jenkins, ofrecieron versiones diversas y contradictorias de sus movimientos la noche de la desaparición de Potts, y el propio Slates fue incapaz de ofrecer una explicación plausible de su abrupta decisión de abandonar Cleveland. 
El interés de la policía por su posible culpabilidad aumentó aún más cuando la prueba del polígrafo indicó que Slates había mentido cuando se le hicieron preguntas sobre el secuestro de Potts. Sin embargo, no se encontraron pruebas físicas que relacionaran a Slates con la niña. Fue puesto en libertad cuando su novia proporcionó una coartada no verificable, que contradecía las propias afirmaciones de Slates sobre su paradero la noche del 24 de agosto, de que ella había estado "besándose" con él en un coche la noche en cuestión.
No existe documentación que indique si las investigaciones sobre Slates continuaron tras su puesta en libertad. Murió en 1978.

### Frank Dale Davis
Davis era un ex convicto de 52 años detenido en la madrugada del 15 de noviembre de 1951, cuando intentaba extorsionar a la familia Potts para que pagara un rescate tras afirmar falsamente que había secuestrado a su hija y hermana. Había empezado a ponerse en contacto con los Potts una semana antes, el 9 de noviembre, afirmando tener cautiva a Beverly y exigiendo un rescate de 25 000 dólares por su liberación en lugar de degollar a la niña "muy enferma". Robert Potts consiguió rebajar a 5 000 dólares la suma del rescate exigida por el anónimo y accedió a entregar el dinero bajo la promesa de que su hija sería entregada a su madre en el exterior de la Terminal Tower "en un plazo de tres horas". En contra de las instrucciones del comunicante, Potts informó al inspector McArthur de estos hechos.
Davis insistió en sus llamadas a Robert en que su esposa, Elizabeth, debía entregar sola la suma del rescate en el 750 de Prospect Avenue a la hora preestablecida de las 5:30 de la madrugada, aunque un detective encubierto llamado Bernard Conley se vistió como Elizabeth para detener al autor de la llamada en una operación encubierta aprobada por los padres de Potts y en la que se desplegaron varios agentes armados en lugares discretos.
Previamente acordado, Conley tomó un taxi amarillo hasta el destino indicado por el autor de la llamada en la madrugada del 15 de noviembre; Davis fue detenido a punta de pistola minutos más tarde cuando, tal como había prometido el autor de la llamada, agitó desde lejos un pañuelo como señal a Elizabeth para que se acercara y le entregara el paquete del rescate, y luego abandonara el lugar.
Tras siete horas de interrogatorio, Davis admitió el intento de extorsión, alegando que estaba "falto de dinero". Negó tener conocimiento alguno del secuestro y la policía lo exculpó formalmente de cualquier implicación. Posteriormente, Davis se declaró culpable de los cargos de chantaje y extorsión, por lo que fue enviado a la Penitenciaría Estatal de Ohio. Salió en libertad condicional el 1 de julio de 1957.

### Harvey Lee Rush
Rush era un vagabundo empobrecido de 47 años, natural de Cleveland, que se había trasladado de su ciudad natal a Los Ángeles en la primavera de 1951, donde trabajaba esporádicamente como auxiliar de hospital.
Se convirtió brevemente en sospechoso del secuestro de Potts en diciembre de 1955, tras su detención por embriaguez pública en Los Ángeles. Según su confesión oficial de tres páginas, Rush admitió haber asesinado a una chica en su ciudad natal a la que afirmó haber conocido en un "evento de marionetas". Afirmó haber enterrado a la chica en una tumba poco profunda bajo un puente que cruzaba el río Rocky.
Las discrepancias en la confesión de Rush fueron inmediatamente evidentes para la policía de Cleveland; describió incorrectamente a su víctima como una niña de 12 años, con gafas y pelo castaño hasta los hombros, e insistió en que había cometido el asesinato en julio de 1952, mientras que Potts tenía diez años, el pelo rubio oscuro y peinado hacia atrás, nunca había llevado gafas y fue vista por última vez en agosto de 1951. Además, no pudo dar el nombre de la niña ni una descripción coherente de sus rasgos faciales o su vestimenta. Sin embargo, Rush había vivido cerca de la casa de los Potts en la década de 1940. A pesar del escepticismo de los investigadores, Rush fue extraditado a Cleveland el 15 de diciembre.
Rush se retractó de toda su historia casi inmediatamente después de su extradición a Cleveland, diciendo que había confesado simplemente como una forma de asegurar su regreso a su ciudad natal. Al desmentir la confesión de Rush, los investigadores no pudieron detenerle legalmente.

### William Henry Redmond
En enero de 1988, William Henry Redmond (nacido el 22 de enero de 1922), natural de Ohio y antiguo conductor de un camión de feria y operador de una noria con un amplio historial de condenas por abusos sexuales a niñas que se remonta a 1935, fue acusado del asesinato de Jane Marie Althoff, de ocho años, ocurrido el 25 de abril de 1951 en Trainer (Pensilvania). El cuerpo de Althoff fue descubierto en el vehículo de Redmond, y se encontraron sus huellas dactilares en la escena del crimen; sin embargo, había huido del estado en el momento del descubrimiento de su cuerpo y asumió un alias. No fue localizado hasta 1988 en Grand Island (Nebraska).
En el momento de su interrogatorio sobre el caso Potts, en marzo de 1988, Redmond padecía una enfermedad terminal; se le informó de que no se presentarían más cargos contra él si confesaba el asesinato de Potts y revelaba el paradero de su cadáver. Redmond se negó a hacer una declaración admitiendo o negando su culpabilidad en el caso.
Aunque los investigadores no pudieron demostrar su paradero en la fecha de la desaparición de Potts, las circunstancias que rodearon su secuestro son distintas a las de otras víctimas confirmadas y sospechosas de Redmond, que se limitaba a abandonar los cuerpos apaleados de sus víctimas sin apenas intentar ocultarlos. Murió en 1992.

### Hombre anónimo de Maple Heights
Este individuo anónimo fue conocido por primera vez por los investigadores como sospechoso del secuestro de Potts en 1974, a raíz de una carta enviada a un abogado de Cleveland por un cliente que nombraba a su propio hermano como probable responsable del asesinato de la niña.
Según el autor, su hermano tenía un amplio historial de abusos sexuales a niñas y había huido de Cleveland en 1966 tras ser acusado del secuestro de dos niñas, pero había regresado al poco tiempo a Maple Heights (Ohio). También había confesado recientemente a su hermano haber secuestrado y asesinado a una niña cerca de Halloran Park a principios de la década de 1950.
Una investigación sobre los antecedentes de este sospechoso reveló numerosas detenciones por pederastia, incluida una estancia en la Penitenciaría de Ohio por abuso sexual de una niña en 1951. Fue detenido aproximadamente tres semanas después de que su hermano enviara la carta a las autoridades, y admitió libremente haber residido cerca de Halloran Park a principios de la década de 1950 y haber "merodeado" con frecuencia por el distrito en busca de chicas menores de edad a las que molestar.
Uno de los detectives que interrogó a este individuo, Robert Shankland, recordaría más tarde que el sospechoso había divulgado detalles del crimen que sólo "alguien que hubiera estado allí podría haber conocido" y que los registros del vehículo que había poseído en 1951 coincidían con las descripciones de testigos presenciales de uno de los coches avistados en las inmediaciones de Halloran Park en el momento estimado del secuestro de Potts; sin embargo, los investigadores no pudieron encontrar pruebas suficientes para acusar a este individuo.
La gran mayoría de los registros contemporáneos relativos a las investigaciones reales relacionadas con este tema se han perdido, probablemente extraídos de los expedientes de los casos por los investigadores en sus pesquisas sobre el secuestro y asesinato en junio de 1980 de Tiffany Papesh, una niña de ocho años que estudiaba en Maple Heights, y nunca devueltos a sus archivos correspondientes. Aparte de que en 1980 tenía "unos cincuenta años", no se conocen más detalles sobre la identidad real de este individuo.

## Hechos posteriores
El persistente misterio de la desaparición de Potts y la exhaustiva, aunque infructuosa, investigación nacional para localizar a la niña y determinar el motivo real de su secuestro han cautivado la imaginación de la prensa y el público de Cleveland y sus alrededores durante décadas. Según algunos testimonios, la desaparición de Potts aumentó la desconfianza de los padres en cuanto a la seguridad de sus propios hijos, y muchos niños criados en la ciudad y sus alrededores se vieron sometidos a una estricta vigilancia durante muchos años después del incidente. El caso sigue siendo uno de los casos de personas desaparecidas más tristemente célebres de Cleveland, los investigadores siguen buscando información y sigue activa una recompensa de Crime Stoppers de 15 000 dólares.
La hermana de Potts se trasladó a otra ciudad en 1952; se casó tarde y tuvo tres hijos. Su madre, Elizabeth, murió de una enfermedad hepática el 11 de mayo de 1956, a la edad de 56 años. Poco después de la muerte de Elizabeth, su marido, Robert, comentó a los medios de comunicación que la salud de su mujer había ido "cuesta abajo desde que Beverly desapareció". Robert siguió viviendo solo en Linnet Avenue durante varios años; murió solo de un fallo cardíaco el 11 de febrero de 1970. Su cuerpo fue encontrado desplomado en un sofá del salón con la televisión encendida. Él y su esposa están enterrados en el cementerio de West Park, en el condado de Cuyahoga de Ohio.
En 1991, Anita, la hermana de Potts, descubrió una lápida en memoria de su hermana junto a las tumbas de sus padres. En la inauguración, Anita declaró que si alguna vez se descubrían e identificaban los restos de su hermana, ésta debería ser enterrada bajo esta lápida, junto a sus padres. Esta lápida lleva inscritas las palabras: "En memoria de Beverly Rose Potts".
Anita Potts Georges siguió buscando a su única hermana hasta su propia muerte en 2006. Rara vez habló de la desaparición de su hermana con mucho detalle antes de su muerte. Sin embargo, el secuestro de su hermana afectó enormemente a su propia maternidad. Según su hija, Megan Roberts (nacida en 1964), el suceso "afectó absolutamente a su educación. Era estricta y siempre quería saber dónde estábamos, con quién estábamos... pero rara vez hablaba de Beverly, salvo para contarnos que su hermana había desaparecido. Decía que era demasiado doloroso hablar de ello... era muy emotivo para ella".